# Valdeosera
Valdeosera es un despoblado del municipio de San Román de Cameros en La Rioja (España).
La localidad está situada en lo alto de la ladera del monte Valdeosera a los pies del pico Atalaya, cuya cota es de 1512 metros. Se sitúa en la margen derecha del río Leza, en el valle del arroyo Galón, entre las sierras o montes de Cameros; combatida por los vientos de Norte y Oeste y de clima frío y saludable.
La localidad fue un municipio independiente hasta 1842, momento en el que pasó a pertenecer al municipio de San Román de Cameros como entidad local menor, y permaneciendo habitada hasta 1967, momento en el que sus últimos vecinos abandonaron el lugar.
Se accede a ella desde la carretera LR-250 que sube hasta Laguna, pasando San Román se coje el desvío a Hornillos por la LR-465 y una vez en Hornillos, mediante una pista forestal se llega a Valdeosera.

## Historia
Según los escritos recogidos en la Real Cédula de Enrique IV de 1460, por los servicios prestados a la corona en la Batalla de Clavijo en mayo del 844, estableció Don Sancho Fernández de Tejada en el Valle de los Osos a sus trece hijos, en las trece casas que fueron el principio y el nuevo de las trece divisas que componen el pueblo que hoy existe con el nombre de Villa de Valdeosera y creando así la institución jurídica nobiliaria del Solar de Valdeosera a la que va ligada, siendo estas trece divisas: Cabañuelas, Diego Sáenz de Tejada, Íñigo López, Íñigo Martínez de Abajo, Íñigo Martínez de Arriba, Juan del Valle, Matute, Pedro Sáenz de Tejada, Pedro Sáenz de Velilla, Regajal, Sancho García, Sancho Sáenz de Palacio y Terroba.

## La Villa
En la villa de Valdeosera cabe diferenciar un recinto cerrado que se corresponde con un poblamiento del siglo X o del XI, una ampliación de la cerca hacia el norte, donde se ubica la Casa de Juntas del Linaje y la iglesia, y una ampliación en diseminado de principios de la Edad Moderna. El caserío de estilo gótico rural, construido a sillarejo con lascas cortadas a martillo y colocadas a hueso. Son construcciones de dos plantas realizadas con técnicas primitivas.
La aldea consta de la Iglesia de Nuestra Señora de la Asunción del siglo XIII, de la Casa de Juntas o Casa Solar y de trece casas más, cada una de ellas perteneciente a una de las trece divisas. Cada una de ellas identificada con una divisa, son: Casa Terroba, Casa Iñigo Mtnez. Abajo, Casa Iñigo Mtnez. Arriba, Casa Juan del Valle, Casa Cabañuelas, Casa Sancho Palacio, Casa Snz. de Velilla, Casa Iñigo López, Casa Pedro Snz. de Tejada, Casa Regajal, Casa Diego Snz. de Tejada, Casa Sancho García y Casa Matute.
La orientación de las edificaciones, curiosamente, es hacia el norte, evidenciando su carácter militar de funciones de defensa y vigilancia.

## Patrimonio
- Iglesia de Nuestra Señora de la Asunción: La iglesia es originaria del siglo XIII, ya que posee algunos aspectos del románico popular camerano de este siglo, aunque ha sufrido sucesivas modificaciones a lo largo de la historia, teniendo actualmente una configuración y un aspecto más ligado a las reformas sufridas entre los siglos XVI y XVIII. La planta es de una nave rectangular, de dos tramos, con una capilla mayor cuadrangular, más ancha que aquella por el lado del evangelio, con brazos poco profundos y cabecera ochavada de tres paños. Los muros son de sillarejo cortado a martillo, reforzado por cuatro estribos marcando los tres paños del ábside. Son prismáticos, rematados en talud chapado muy por debajo de tejado y llevan dos dejas ataludadas. Su parte superior va realizada con mampostería arrimada con pies de madera para soporte del tejado. El interior está enfoscado. La nave lleva bóveda de cañón apuntado, seguido, apeando en dos arcos de medio punto que arrancan directamente de los muros, la capilla mayor se cubre con una cúpula rebajada o baída sobre cuatro arcos de medio punto, sirviendo los laterales de embocaduras de las capillas, y se acusan simplemente por fajas cajeadas de yesería con decoración de ondas, decoración que aparece también en la base de las pechinas. El ábside lleva bóveda de horno y pinturas de los cuatro evangelistas, fechadas en 1839. La portada antigua estaba en el penúltimo tramo al sur. Era de medio punto con impostas abiseladas y ahora es la embocadura de la capilla del baptisterio. La torre está situada en el ángulo noroeste de la nave, aprovechando dos de sus muros para su asiento. No presenta más cesura en estos para delimitar cuerpos que dos impostillas en el alto en el que hay dos huecos de campañas en arco de medio punto hacia los pies y otro hacia sur, todos ellos sin ningún tipo de encapitelado que separe la jamba del arco, cuya rosca es de ladrillo. Quedan restos del coro alto de madera en el último tramo, desde el que se accedía a la torre. El exterior en su fachada norte, está adosado el cementerio.

- Casa Solar de la Villa de Valdeosera: Es una antigua torre-fuerte de grandes dimensiones, de planta cuadrangular de unos 13 metros de ancho por 13 metros de largo, que fue rebajada en altura en el siglo XVI, a la que se le añadió el tejado y reaprovechada para las Juntas del Linaje del Solar de Valdeosera. El edificio consta de muros exteriores de un metro de grosor y otro igual que divide el espacio interior por la mitad, de mampostería, sillarejo y esquinazos de sillería con dos plantas marcadas por cornisa de placa, vanos adintelados y escudo en alabastro al centro de la portada con las armas del Solar, muy del principio del siglo XVIII. La construcción de esta torre fuerte se pudo dar en la segunda mitad del siglo XV, relacionada con el hecho de que el 22 de abril de 1454, en su último año de reinado, Juan II dio un célebre privilegio sobre las behetrías. Tras esta disposición regia se dará en toda Castilla una intervención de caballeros e hidalgos en las behetrías, estableciendo casas fuertes o acaparando heredamientos en las mismas, como así sucedería paralelamente en la villa de Valdeosera.[2]

- Fuente Medieval: En las afueras de la Villa, hacia el norte, existe una fuente construida en época medieval a base de lajas pizarrosas, aunque haya perdido su frontis y la forma actual pueda ser del siglo XVI.

- Lavadero:Continuando el camino que conduce a esta fuente hay un lavadero, también de lajas de pizarra, reformado en época reciente.